# Estany Closell
L'estany Closell és un llac glacial que es troba a la vall de Cardós, en un indret conegut com el pla de la Gallinera, al vessant oriental de la serra Marinera. Està situat a 2.075 metres d'altitud, i la seva superfície és de 1,18 hectàrees. Pertany al terme municipal de Lladorre, a la comarca del Pallars Sobirà. L'estany està situat dintre del Parc Natural de l'Alt Pirineu.
Algú hi va introduir una espècie invasora, el barb roig, peixet utilitzat com aliment per a les truites però que posà en perill amfibis, crustacis i invertebrats. En el 2013 i 2014 el programa de conservació d'hàbitats i espècies aquàtiques d'alta muntanya del Pirineu va eliminar-la de l'estany.
A la vora de l'estany s'hi ha construït una petita cabana de pastor sense cap servei, que també pot ser usada com a refugi en cas de necessitat.